# Léon Sneyers
Pour les articles homonymes, voir Sneyers.
Léon Sneyers (1877-1949) est un architecte belge de l'époque Art nouveau et Art déco qui fut actif à Bruxelles. Il a notamment su se créer une notoriété grâce à la construction de pavillons à de multiples Expositions Universelles, dont le pavillon belge à la biennale de Venise.

## Biographie et carrière
Léon Sneyers est né à Bruxelles le 23 juillet 1877.
Après ses études d'architecture à l'Académie Royale des Beaux-Arts de Bruxelles, durant lesquelles il sera l'élève de Paul Hankar (aux côtés de Paul Hamesse) et d'Adolphe Crespin, Léon Sneyers réalisera quelques voyages de perfectionnement à Londres et aux États-Unis d'Amérique. Il commencera ensuite sa carrière de jeune architecte en travaillant pour son ancien professeur Paul Hankar.
Alors que Paul Hankar avait influencé le mouvement de la Sécession Viennoise, c'est à la suite de sa découverte lors de l'Exposition Universelle de Turin de 1902 que ses élèves (Paul Hamesse, Léon Sneyers, etc.) en subirent l'influence. Léon Sneyers fera délibérément des emprunts stylistiques à Otto Wagner et à Joseph Maria Olbrich, représentants de la Sécession Viennoise. Ce fut une révélation qui fera de Léon Sneyers un propagateur important de l'architecture et des arts modernes viennois en Belgique. Ceci se fera par le biais de la maison d'art « L'Intérieur ».
De 1900 à 1914, Léon Sneyers mènera de nombreux projets de placards publicitaires, de cartes postales, de papiers peints et d'illustrations de livres pour le magasin « L'Intérieur », un magasin d'aménagement d'intérieur et de mobilier d'art, via les ateliers graphiques « L. Sneyers ». Le magasin se situe 9 rue de Namur et sera rebaptisé « Galerie Sneyers » en 1919.
Léon Sneyers est membre fondateur de la société artistique L'Art monumental, créé à l'initiative de Jean Delville, en décembre 1920. La société regroupe des peintres, architectes et sculpteurs.
La peinture le passionne, c'est notamment à la suite d'une exposition internationale d'art japonais et tibétain en 1921 que Léon Sneyers rachète une part significative d'œuvres exposées pour les mettre dans sa propre galerie.
De juillet 1926 à septembre 1931, il sera embauché en tant que directeur des créations modernes auprès du grand magasin de mobilier « Au Bon Marché ». Depuis ce poste, il créera de nombreuses pièces de mobilier : de la modeste cuisine en bois laqué jusqu'aux meubles des plus luxueux. Il sera en contact permanent avec une usine de menuiserie et d'ébénisterie (69 rue Coenraets à Saint Gilles) et avec des ateliers faisant des garnitures de sièges et de fauteuils (175 Chaussée d'Anvers).
Il sera ensuite amené à enseigner les Arts Décoratifs et Industriels à l'Académie des Arts et Métiers d'Etterbeek (78 rue Général Tombeur) à partir de 1933.
Il se considère davantage artiste qu'architecte. C'est pourquoi une part du mérite qui lui est attribué pour sa production architecturale revient également à son ingénieur, Marcel Thomas, qui jouera un rôle important dans la réalisation des édifices.
Léon Sneyers se fit construire une maison dans la rue de L'Echevinage, à Uccle en 1927 et y aménagea son bureau-atelier. Cette maison devint par la suite l'ambassade du Mali. Cela explique la disparition des vitraux du salon ainsi que ses meubles et ses archives professionnelles. La maison eut un autre propriétaire et la propriétaire actuelle est la fille de l'ingénieur Marcel Thomas.
Léon Sneyers fait partie de la deuxième génération d'architectes « Art Nouveau Géométrique », tendance initiée par Paul Hankar, par opposition à la tendance « Art Nouveau Floral » initiée par Victor Horta. D'autres de ses réalisations auront un style poussant à l'éclectisme. Les compositions de Léon Sneyers sont formelles et s'identifient par des jeux volumétriques et géométriques d'une grande sobriété. L'architecte montre un intérêt pour les arts décoratifs. Par exemple, en façade pour la maison Cortvriendt, des carreaux de céramique à décor floral.
Léon Sneyers meurt fin 1949 à Bruxelles.
Son influence, bien qu'elle n'ait pas jusqu'à présent été répercutée par les historiens, a été notable et est à mettre en parallèle avec celle de l'autrichien Joseph Urban à New-York qui, via un autre magasin d'art viennois, participa à l'élaboration du langage Art Deco aux États-Unis.

## Réalisations remarquables
Léon Sneyers n'est pas un architecte très connu pour ses bâtiments mais il a su se faire connaître à son époque au travers de nombreuses expositions où il se dévoilait en tant qu'architecte-décorateur-ensemblier. Il est l'architecte qui réalisa le pavillon belge à l'Exposition Universelle de Milan en 1906 (détruit) et la même année, le pavillon belge à la biennale des Beaux-Arts de Venise. Bien qu'ayant subi de multiples interventions dont une extension à l'avant du bâtiment et une nouvelle façade, le bâtiment est toujours existant et il continue encore aujourd'hui de représenter la Belgique à la Biennale de Venise. Ce pavillon lui vaudra le Prix Picard de l'Académie Libre de Belgique et Victor Horta s'inspirera du pavillon lors de l'Exposition Universelle de Paris en 1925.
Il sera ensuite chargé par le gouvernement de l'aménagement et de la décoration de la Classe des Sciences à l'Exposition Universelle de Liège (1905) et se verra également confier la charge de l'Exposition Universelle de Bruxelles (1910) et de Gand (1913). On lui confiera également l'installation des compartiments belges aux expositions de Turin (1902), de Milan (1906) et de Venise (1906).
« Le pavillon construit par Léon Sneyers en 1906 pour la Belgique à l'exposition biennale des Beaux-Arts de Venise, reste dans son raffinement précis et le bel équilibre de ses volumes, un monument exemplaire de l'architecture moderne, dont Horta ne daignera pas de s'inspirer à l'Exposition de Paris 1925 ». Marcel Schmitz, 1936.
« Rendons justice à quelques hommes mûrs qui ont senti le prix de la simplicité. Léon Sneyers à cet égard est à tirer hors pair. Depuis longtemps, il a clairement discerné les voies futures. Son pavillon belge des expositions biennales de Venise (inauguré en 1907) lui valut la désapprobation des autorités ministérielles et des gens de goût. Il n'est pas un artiste aujourd'hui qui n'y reconnaisse pas l'annonce des plus belles réalisations actuelles… » L'amour et l'Art, Paris, 1923.
On retiendra également de Sneyers la devanture en bois du « Magasin Marjolaine » de 1904 située au no 7 de la rue de la Madeleine, à deux pas de la Grand-Place de Bruxelles. Cette façade est toujours existante et elle est aujourd'hui classée.

Magasin Marjolaine
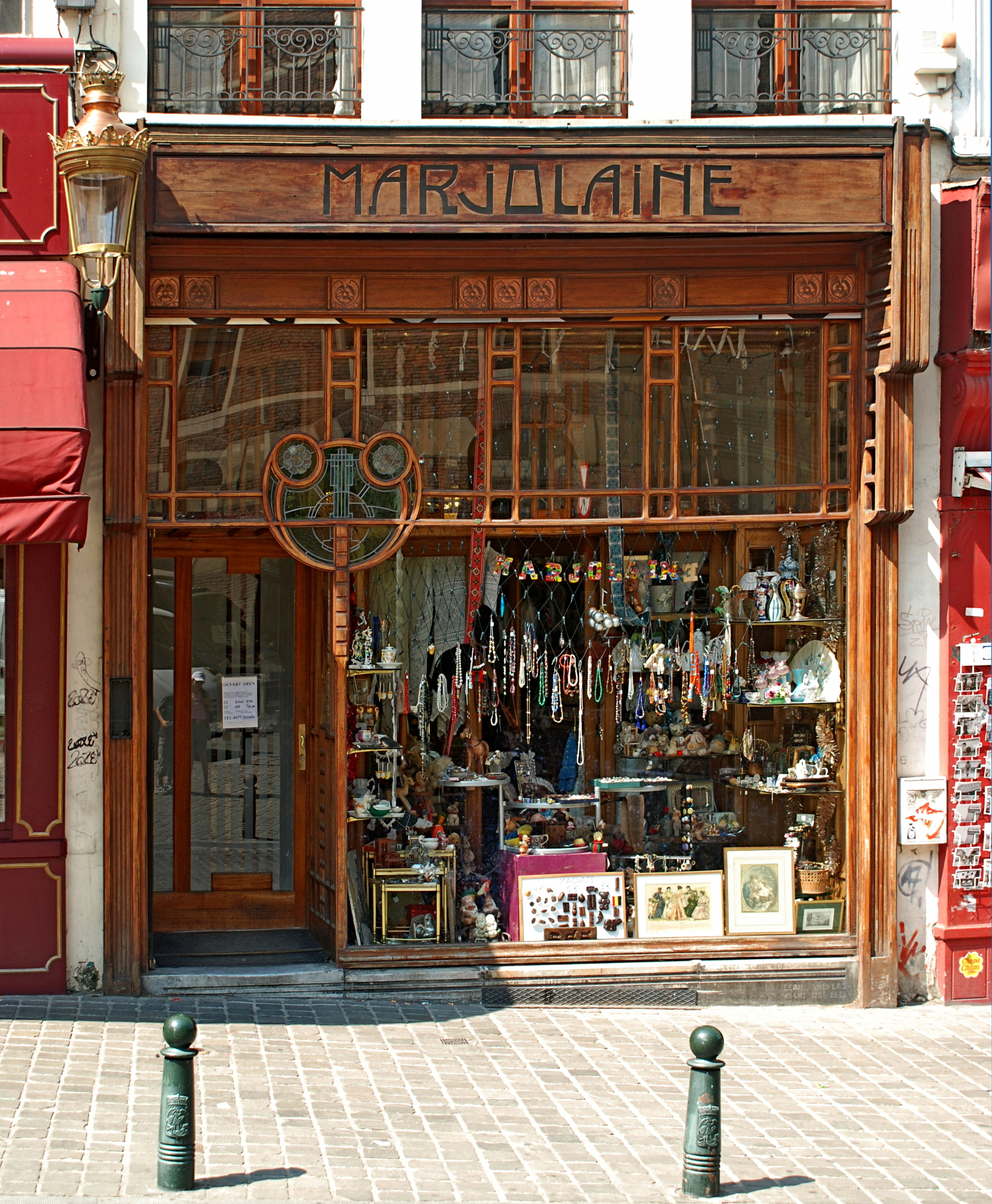
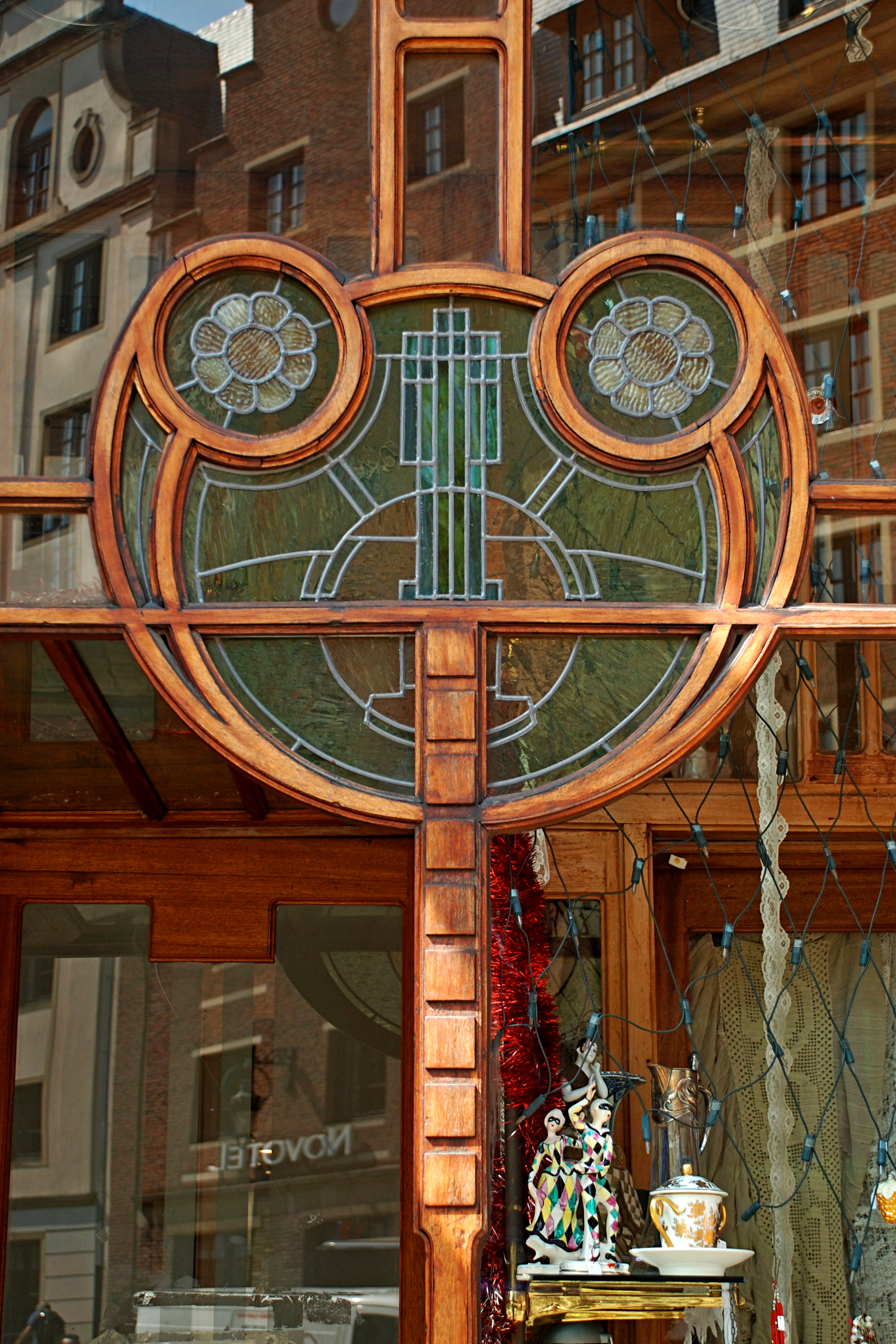
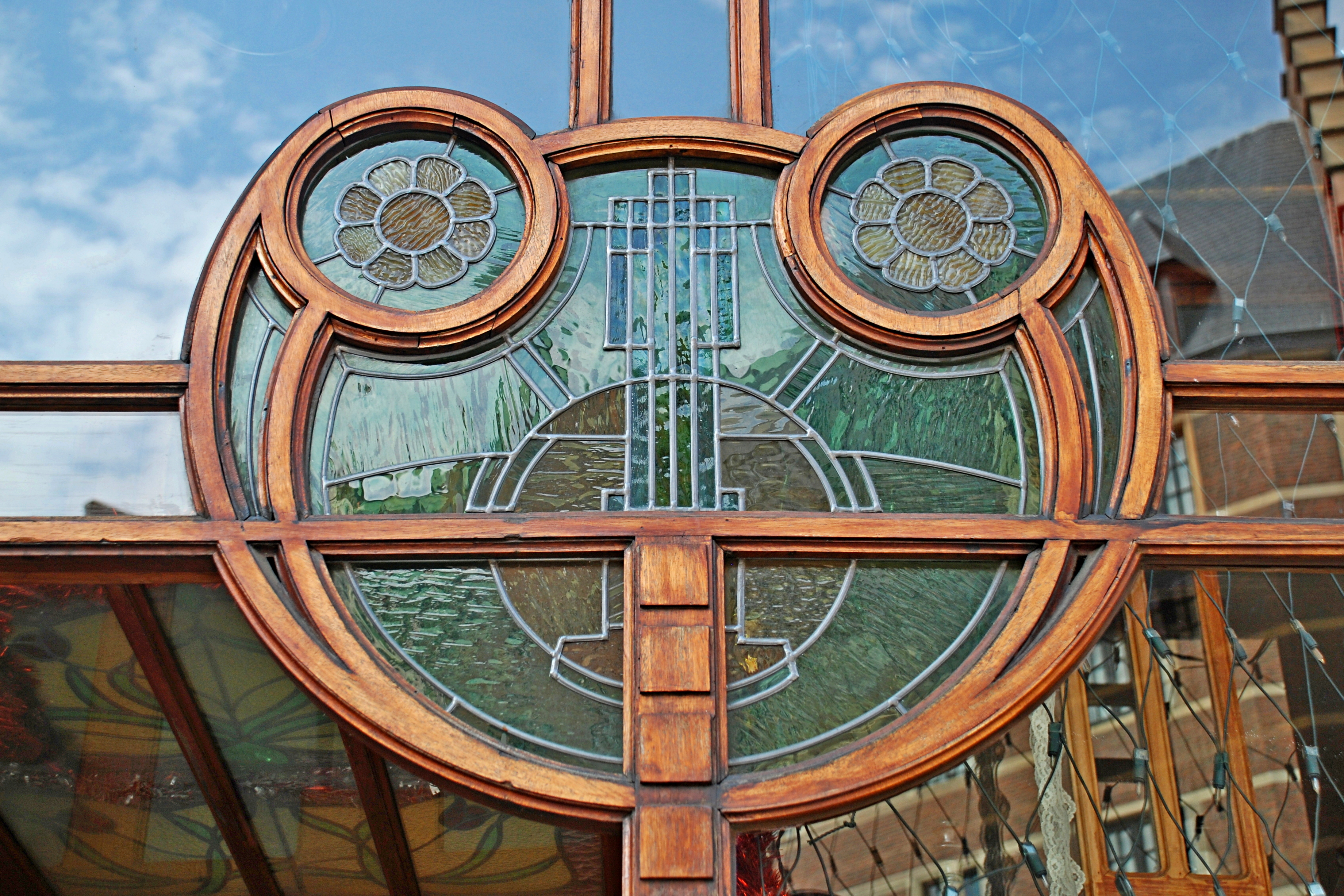
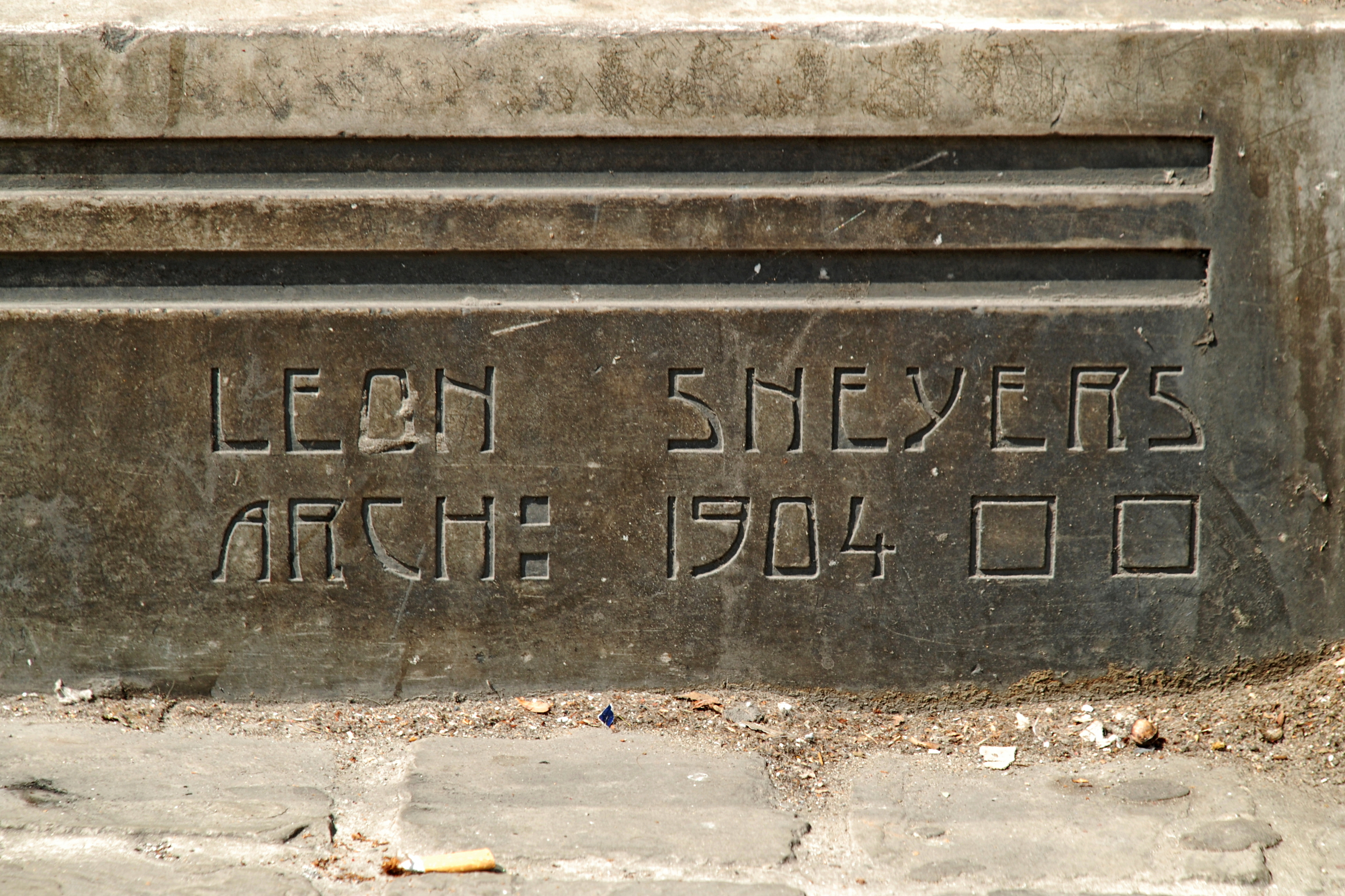

## Réalisations et projets

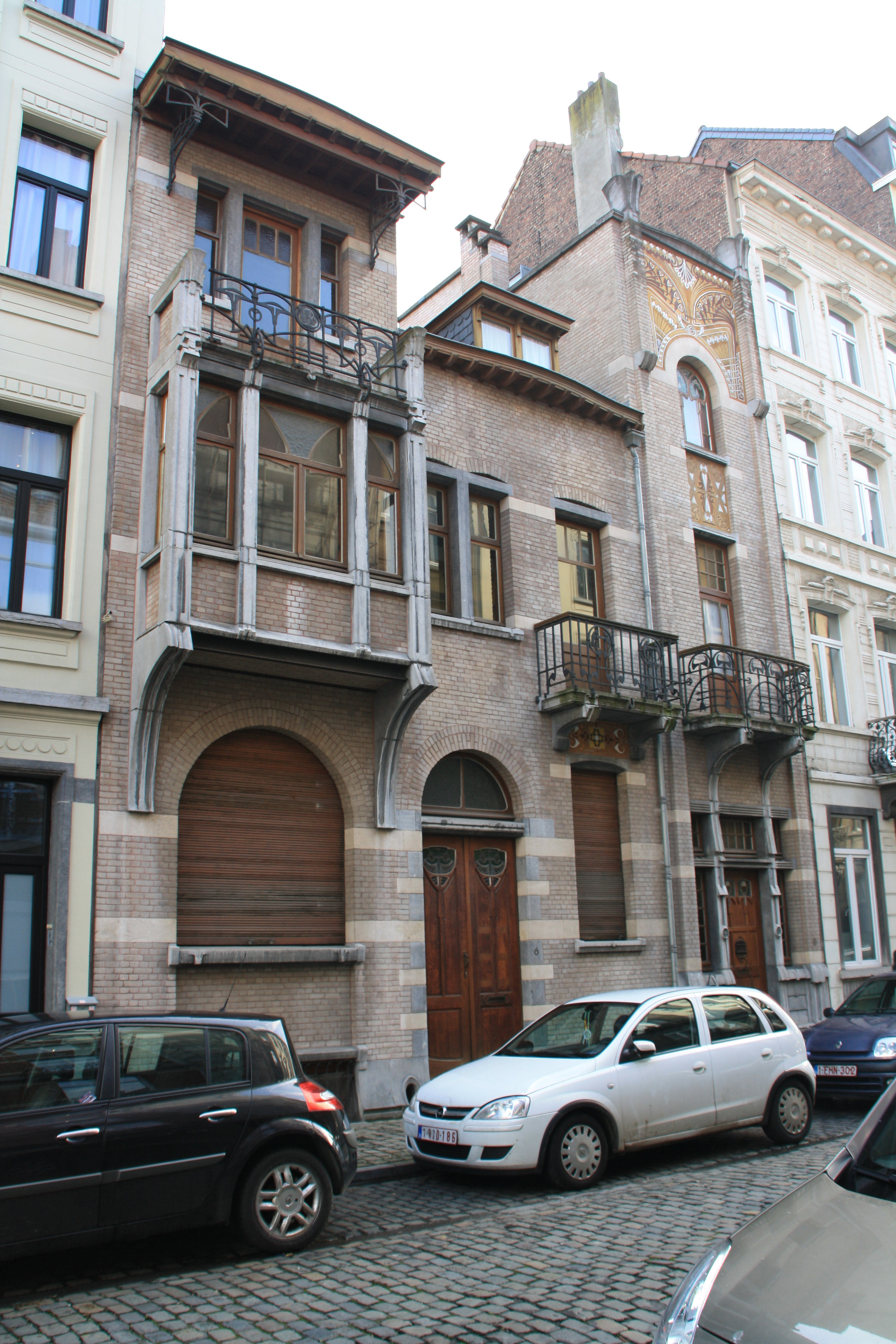
Maison Cortvriendt, construite en 1900 par l'architecte belge Léon Sneyers, se situe au 6-8 rue de Nancy, à Bruxelles.

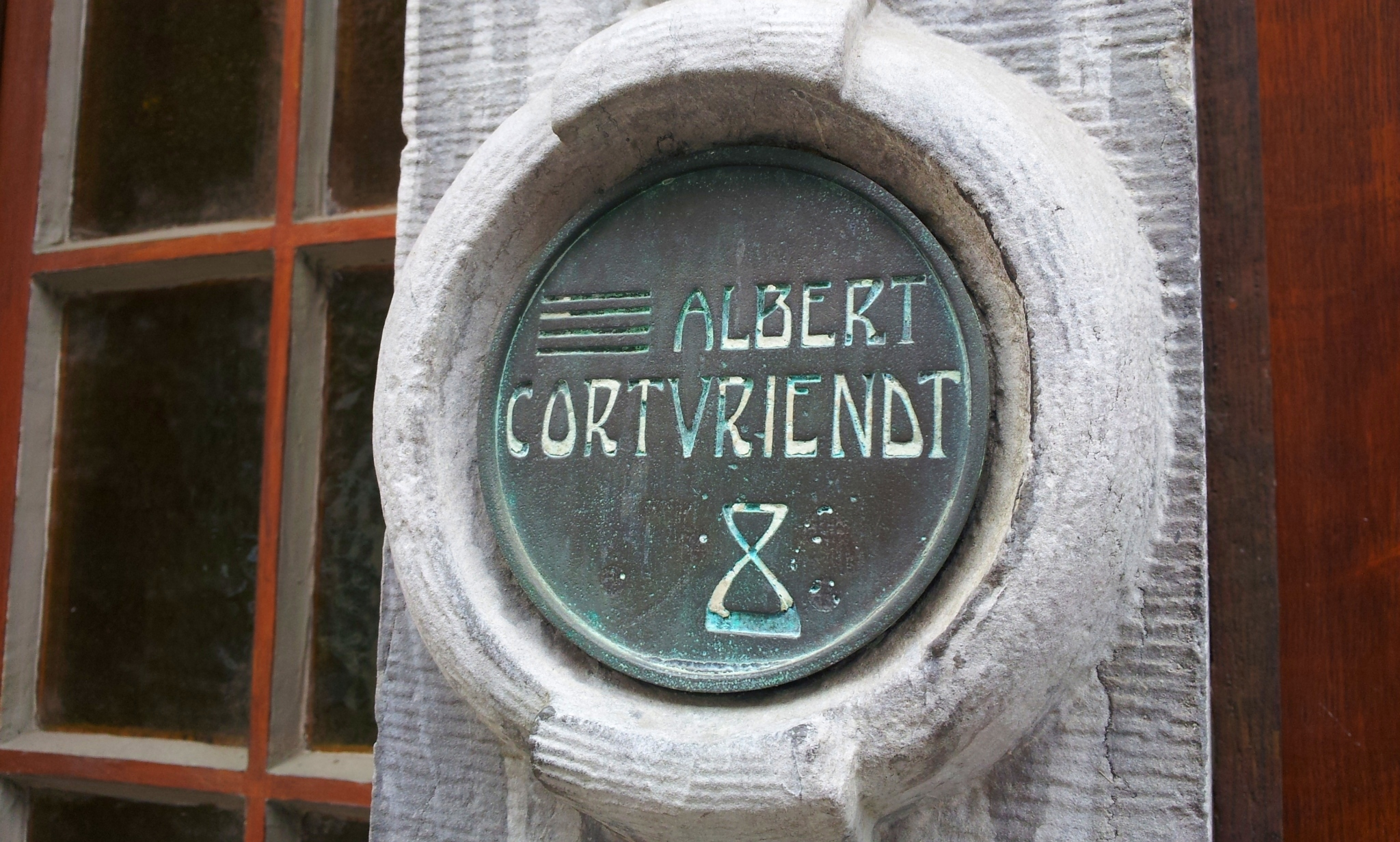
Plaque de façade de la maison d'Albert Cortvriendt.

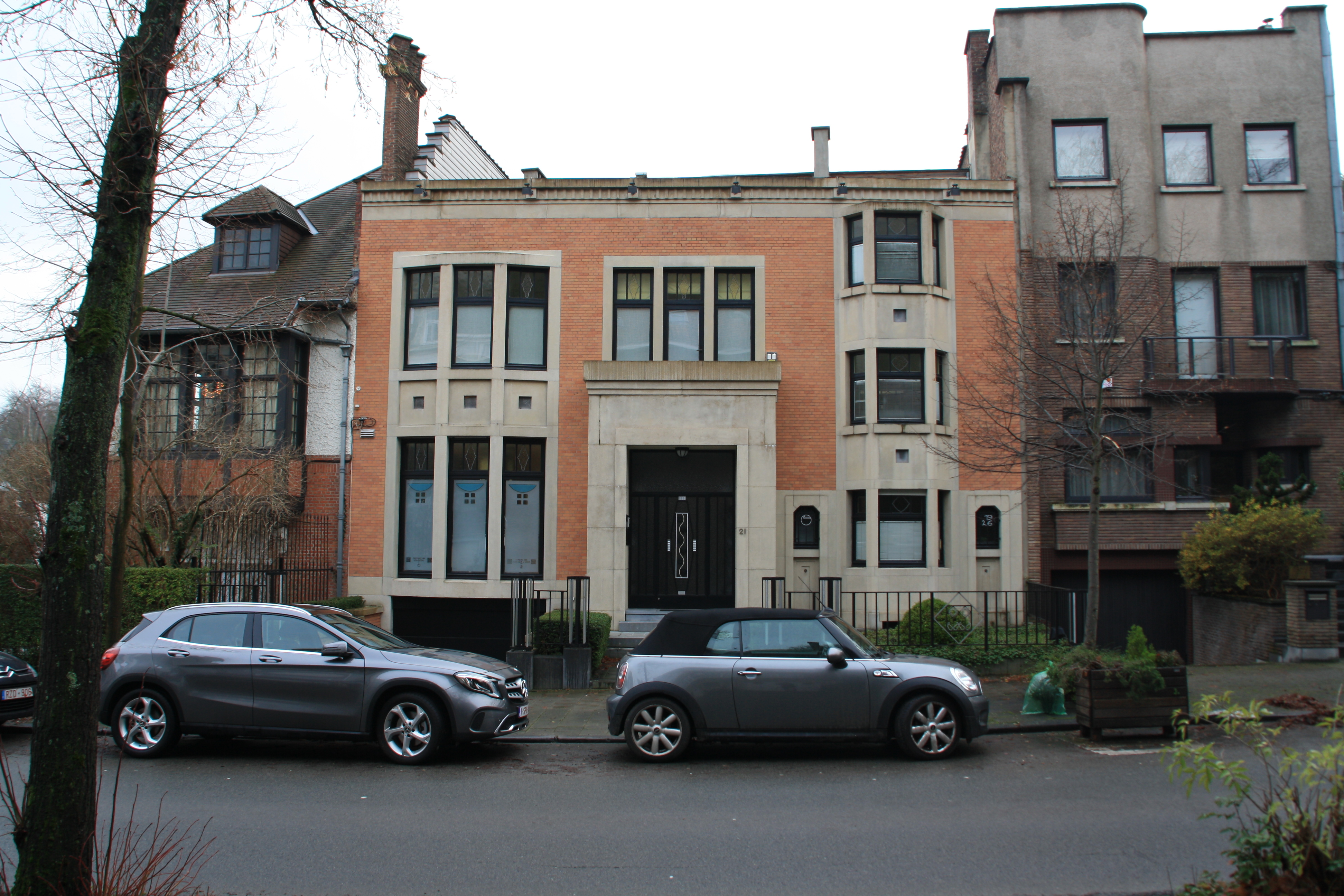
Maison-atelier personnelle de Léon Sneyers. Construite de 1925 à 1927 et située au 21, rue de l'Echevinage, Uccle, Bruxelles.

## Réalisations et projets[3]

### Réalisations et co-réalistations d'architecture domestique
- 1898-1899 : Cottage de M. Buysse, Wodelghem. Détails de ferronnerie et de menuiserie dessinés par Sneyers pour Paul Hankar.
- 1900 : Hôtel particulier de R. Janssens, 50 rue Defacqz, Bruxelles. Etude de boîtes aux lettres dessinées par Sneyers pour Paul Hankar.
- 1900 : Maison d'habitation, rue des Vistandines, Bruxelles. (Détruit)
- 1900 : Maison Cortvriendt, 6-8 rue de Nancy, Bruxelles. (Intact)
- 1900 : Magasin, rue de la Violette, Bruxelles.
- 1903 : Trois maisons mitoyennes : 22, 24 et 26 rue du Vallon, Saint-Josse-Ten-Noode, Bruxelles. (Intact)
- 1903 : Décoration de la maison du Dr. Coppez, avenue des Arts, Bruxelles.
- 1903-1904 : Cottage Labarre, Linkebeek.
- 1904 : Vitrine du « Magasin Marjolaine », 7 rue de la Madeleine, Bruxelles. (Intact)
- 1906 : Décoration pour l'oculiste H. Coppet, 21 avenue des Arts, Bruxelles.
- 1906 : Décoration de salle à manger de Mr. Chapelle, avenue Louise, Bruxelles.
- 1907 : Décoration du hall d'entrée et du bureau de Mr. Maxweiler, 33 Square Vergote, Bruxelles. (Transformé)
- 1910 : Usine, 144 rue des Tanneurs, Bruxelles. (Détruit et reconstruit)
- 1913 : Aménagement du magasin « L'Intérieur », 9 rue de Namur, Bruxelles. (Transformé)
- 1914 : Aménagement intérieur, 20 rue Jef Lambeaux, Bruxelles.
- 1923 : Projet de deux maisons pour MM.P. et A. Derie, Rue des Alliés, Forest, Bruxelles. (Non réalisé)
- 1923 : Maisons jumelées mitoyennes, 144 et 146 rue Pierre Decoster, Forest, Bruxelles. (Intact)
- 1925 : Villa, 23 Boulevard Général Wahis, Schaerbeek, Bruxelles. (Transformé)
- 1926-1927 : Maison-atelier personnelle, 21 rue de l'Échevinage, Uccle, Bruxelles. (Intact)
- 1929 : Projet de façade pour « Uniprix »
- 1937 : Maison mitoyenne, 62 avenue Victor et Jules Bertaux, Anderlecht, Bruxelles. (Intact)
- 1938 : Maison Egger, 101 avenue Wolendael, Uccle, Bruxelles. (Intact)

### Réalisations et co-realistations d'exposition et de pavillons d'exposition
- 1902-1903 : Exposition internationale de Turin (collaborateur A. Crespin). Projet de façade pour un pavillon.
- 1905 : Exposition Universelle de Liège, Pavillon du Congo.
- 1905 : Exposition Universelle de Liège, Classe des Sciences, aménagement de la Salle des Académies.
- 1906 : Pavillon belge à l'Exposition Universelle de Milan.
- 1906 : Installation de Mr. Delhaize à l'Exposition Universelle de Milan.
- 1906-1907 : Pavillon belge à la biennale des Beaux-Arts de Venise.
- 1913 : Façade de la section de l'Enseignement Supérieur des Sciences et des Lettres pour l'Exposition Internationale de Gand (en collaboration avec Oscar Van De Voorde).
- 1925 : Exposition au Grand Palais de Paris, aménagement des compartiments belges et des arts de la parure.
- 1925 : Participation à l'Exposition Internationale des Arts Décoratifs de Paris.
- 1935 : Exposition Internationale de Bruxelles : Pavillon Fisch et Cie Médailles. 39 rue du Commerce, Bruxelles.
- 1939 : Participation à la section belge de l'exposition de Liège.

### Autres
- 1900 : Poignée de tiroir, bouton en cuivre et serrure.
- 1900-1914 : Projets graphiques pour le magasin « L'Intérieur », 9 rue de Namur, Bruxelles. Placards publicitaires, cartes postales publicitaires, représentation d'aménagements d'intérieur, illustrations de livres, papiers peints, affiches.
- 1900-1914 : Projets de couverture pour la revue « Patria ».
- 1902 : Participation à l'Exposition des Arts Décoratifs, Turin 1902 en collaboration avec Adolphe Crespin.
- 1902-1903 : Meuble de toilette pour madame Fierens Gevaert.
- 1903 : Monument Wiener, Cologne.
- 1903-1904 : Monument du Bocq, Place Rogier, Bruxelles. (Détruit)
- 1905 : Dessin du volume « Le mouvement scientifique en Belgique 1830 – 1905 »
- 1907 : Projet de tentures-rideaux pour la Mr. Hallot.